# رستم‌خان
رستم‌خان (به کُردی: ڕۆسه‌م‌خان) روستایی از توابع بخش زرنه، شهرستان ایوان، در استان ایلام ایران است.
روستا نزدیک به ۱۲۰ خانوار و جمعیت ۴۲۰ الی ۴۷۰ نفر زندگی می‌کنند براساس سرشماری مرکز آمار ایران در سال ۱۳۹۵، جمعیت آن ۵۵۸ نفر (۱۲۱خانوار) بوده است. مردم این روستا به شیوه سنتی و صنعتی به کشاورزی و دامداری می‌پردازند. این روستا یکی از قطب‌های دامداری شهرستان ایوان محسوب می‌شود.
لازم به ذکر است که جمعیتی معادل جمعیت این روستا به شهر ایوان مهاجرت کردند. همچنین طایفه سیاهگل در شهرستان ایوان نیز از همین ایل می‌باشند که در منطقه سیاهگل که قشلاق این ایل می‌باشد اسکان دارند.
رستم‌خان نام ابتدایی و اصلی این آبادی زیبا می‌باشد و محلی‌ها همچنان از این نام (رستم‌خان) استفاده می‌کنند اما کپنه کران نام دولتی و سازمانی‌ایی است که بر روی این روستا گذاشته شده که معنی و دلیل این نام در قسمت اطلاعات تاریخی ذکر شده است.
زبان مردم این روستا کُردی کلهری می‌باشد. 

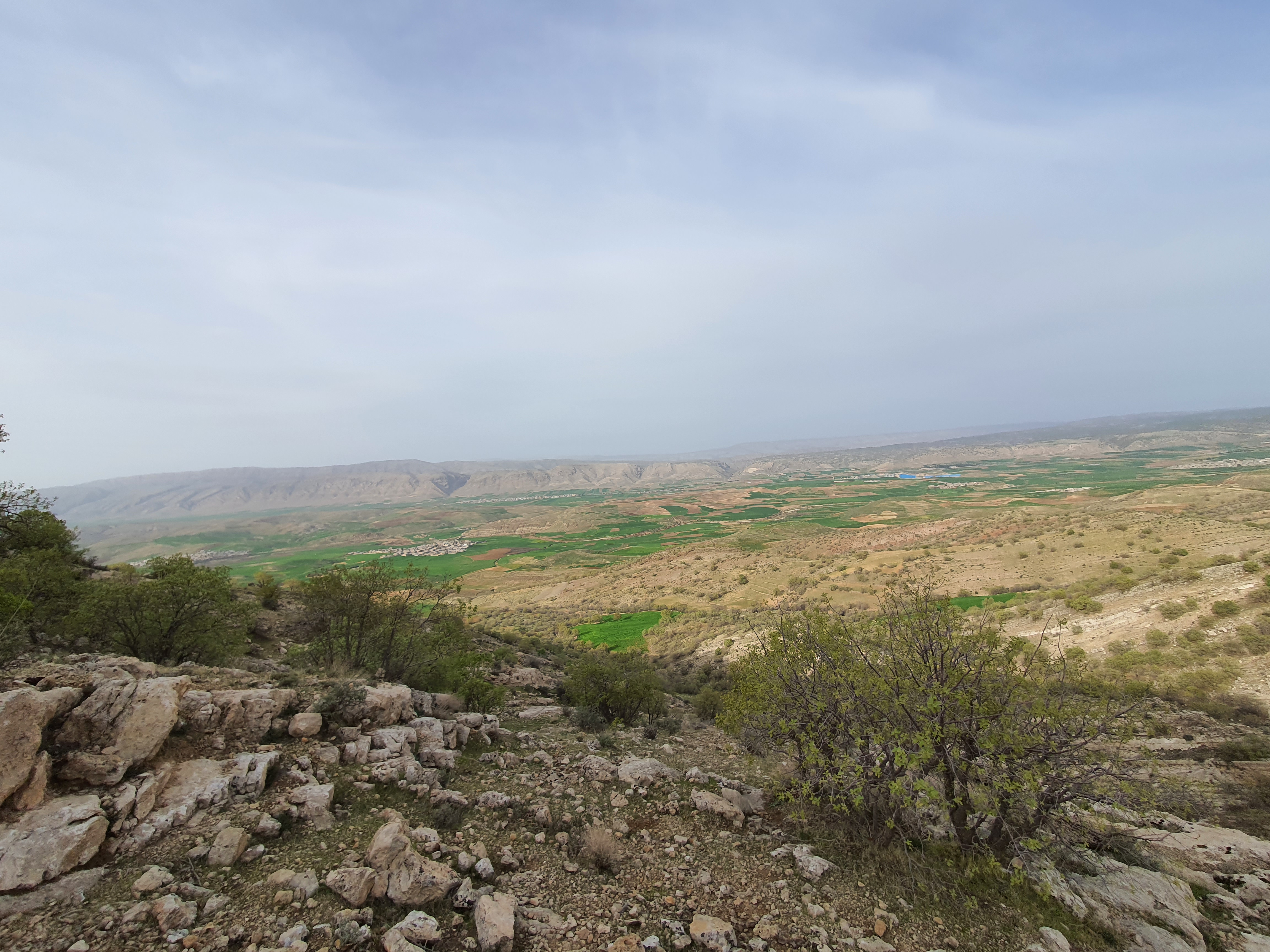
نمای روستا از کوه‌های اطراف

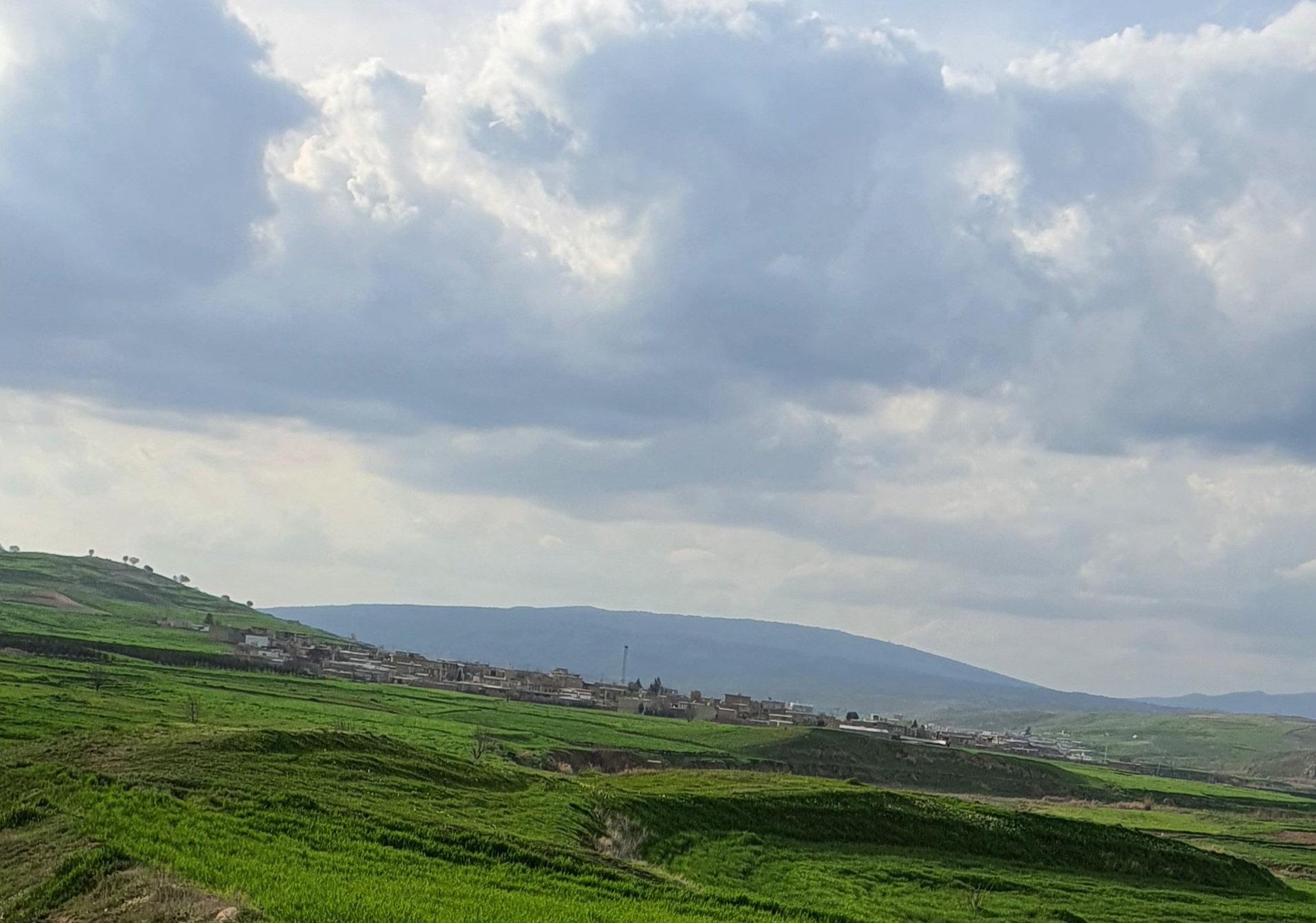
فصل بهار رستم‌خان

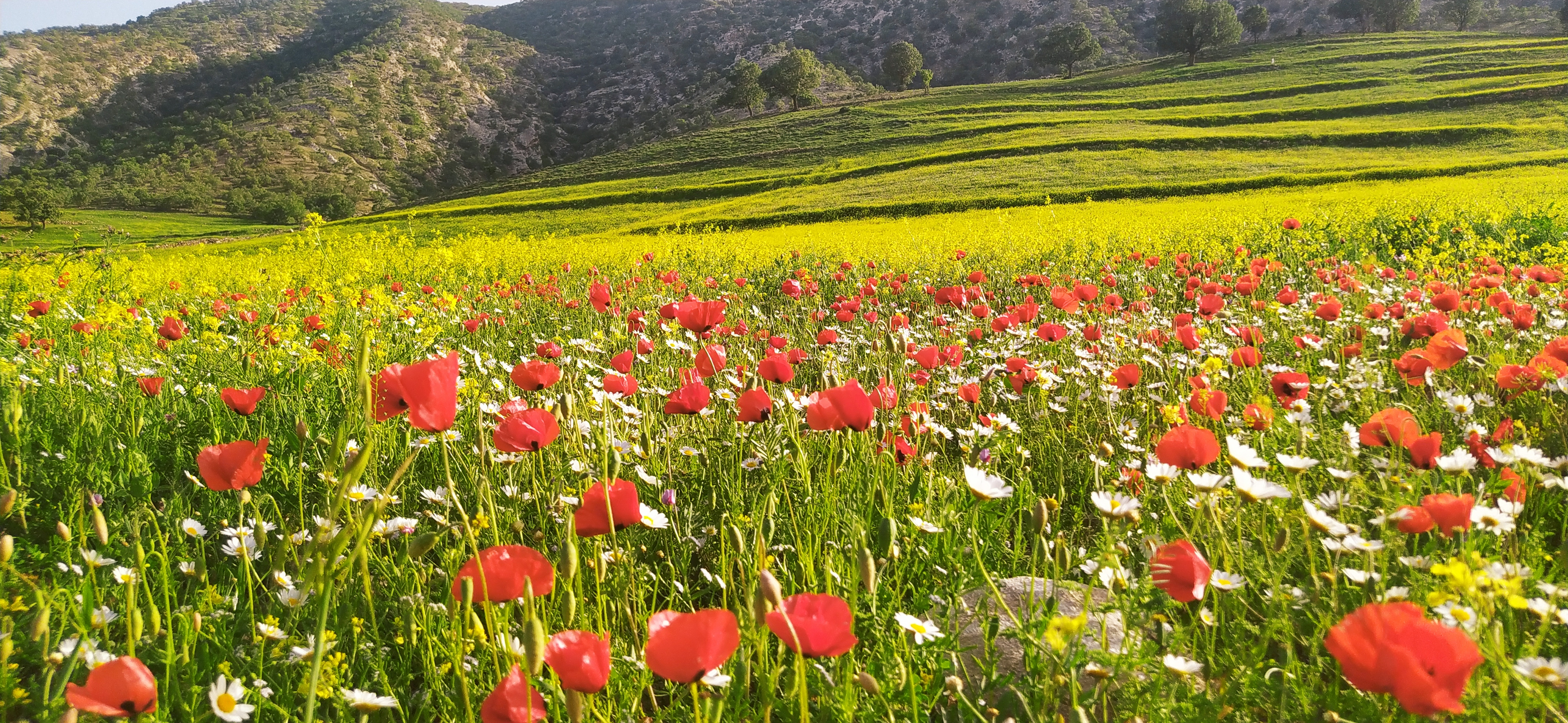
بهار آفتابی در طبیعت رستم‌خان

▪︎موقعیت روستا در اپلیکیشن مسیریابی نشان:
https://nshn.ir/ac2b20-H0CjS_s
▪︎موقعیت روستا در اپلیکیشن مسیریابی بلد:
https://balad.ir/location?latitude=33.900395&longitude=46.170367&zoom=16.000000
▪︎دوتا لینک زیر از سایت‌های معتبر آب و هواشناسی می‌باشند؛ می‌توانید برای اطلاع از آخرین وضعیت آب و هوای این ناحیه بر روی آنها کلیک کنید:
۱. https://weawow.com/fa/c9645596
۲. https://www.accuweather.com/fa/ir/ilam/208937/weather-forecast/208937
▪︎همچنین مستندی کوتاه از مردم و روستا در آپارات:
https://www.aparat.com/v/h429gjn
▪︎صفحه رستم‌خان در اینستاگرام:
https://www.instagram.com/rostamkhan_kalhor/

## اطلاعات تاریخی
به نقل از بزرگان این ایل:
ایل رستم‌خان طی یک ماجرای تاریخی به ایوانغرب مهاجرت نموده و تاکنون در شهرستان ایوانغرب اسکان دارند.
ماجرا از این قرار بوده که در دوره حکومت فتحعلی شاه قاجار، نیای (جد بزرگ) این ایل یعنی شخصی به نام رستم خان که از اهالی ایل احمدوند بهتویی (محل کنونی واقع در بخش مرکزی شهرستان کرمانشاه) و فرزند حکیم خان بوده که در دوره جوانی روزی در منطقه ماهیدشت شاهد به بند کشیدن و آزار اذیت مردی مسن توسط مأموران حکومتی می‌شود که علت را جویا می‌شود که این فرد مسن حاکم دست نشانده دولت در منطقه ایوانغرب می‌باشد که بعلت ندادن مالیات توسط ماموان در حال انتقال به مرکز می‌باشد و خلاصه رستم خان که فردی جوانمرد و از لحاظ مالی وضعیت خوبی دارد بدهی آن شخص را که به قولی ۱۰۰تومان بوده پرداخت نموده و باعث جلوگیری از بردن حاکم ایوان به پایتخت می‌شود و در این زمان است که آغاز برگ جدیدی از زندگی رستم خان شروع می‌شود. خلاصه ماجرا در آنجا به پایان نمی‌رسد و بعد از چند مدت که رستم خان و چند تن از دوستانش جهت شکار به منطقه ایلام و پشتکوه سفر می‌کنند در راه بازگشت از ایوانغرب می‌گذرند که برحسب اتفاق مهمان خانه حاکم ایوان (در منطقه روستای دارا در ایوان) می‌شوند و بعد از مهمان نوازی حاکم ایوان و تجدید آشنایی، حاکم ایوان در پی جبران واقعه ماهیدشت، رستم خان را به ایوان دعوت نموده و با دادن قول زمین در منطقه کلان امروزی و ازدواج وی با دختری در ایوان باعث می‌شود که رستم خان بعد از مدتی همسر و فرزند خود را از کرمانشاه به ایوان آورده و در ایوان هم ازدواج نماید و از همسر ایوانی صاحب چهار فرزند پسر به نام‌های موسی بگ، خسرو بگ، فتاح بگ، حاتم بگ (۴ تیره اصلی رستم‌خان کنونی) و سرانجام پسر وی که از کرمانشاه به ایوان مهاجرت نموده در منطقه ایوان بزرگ شده و به قولی نیای تیره (سخته) در ایوان می‌باشد. لازم است ذکر شود که در روستای کنونی رستم‌خان بجز ۴ تیره فرزندان رستم خان اقوامی از ایل‌های زرانشی، کلان، نهرخان سفلی (محمد کریم) بانسیری و بابی سکونت دارن که در گذر زمان یا به واسطه کار یا ازدواج به این ایل مهاجرت نموده‌اند که تمامی جمعیت ایل رستم خانی همچون برادران نسبی در فراز نشیب‌های تاریخی در کنار هم بوده‌اند و اتحاد این ایل بزرگ کلهر در شهرستان ایوانغرب و منطقه کلهر نشین زبان زد خاص عام می‌باشد. و نیز به نقل سینه به سینه آمده است که رستم خان دارای برادرانی به نام‌های شمس اله خان و یداله خان و یاره خان بوده که هر کدام در گذر زمان صاحب ایل و تباری شده‌اند و ایل یاره خان که در منطقه سومار غرب سکونت داشته‌اند با ایل رستم‌خان فامیل نسبی هستند.
معنی کلمه کپنه کران:
۱. لباس نمدی ۲. جوی آب روستا
لباس نمدی: کپنک در زبان کُردی به معنی پوششی از جنس نمد که در زمستان در دهه‌های گذشته‌استفاده می‌شده است و شاید علت نام‌گذاری این اسم پوشش نمدی بوده که مردم روستا داشته‌اند.
جوی آب: و دیگر نام کپنه کران، نام جوی آبی است به همین نام که از رودخانه کنگیر در فاصله بالادست روستا برای مشرب ساختن زمین‌های کشاورزی روستا سرچشمه می‌گیرد نام گذاری شده است.
کران: کران در لفظ و گویش کُردی به معنای کنار یا ناحیه می‌باشد.
اما به نقل از کتاب «طوایف و تیره‌های ایوان کلهر» دربارهٔ تاریخچه این روستا و مردمش… (متن رونوشت شده از کتاب ناقص است)
صفحه ۶۱۱ کتاب: کپنه کران
این روستا در فاصلهٔ بیست کیلومتری جنوب غربی شهر «جوی‌زر» و در مسیر جاده‌ای که به «سرتنگ» می‌رود، قرار دارد. مردمان این روستا را نیز تیره (هوز) رستم‌خان گفته می‌شود که جز طایفه چولک محسوب می‌شوند.
مردمانی که این روستا را تشکیل می‌دهند عده‌ای از مردمان تیره «یاره‌وند» از طایفه احمدوند بهتوئی می‌باشند. در بحبوحهٔ حملات نادرشاه به قلعه کرمانشاه که نیروهای کلهر در این تحولات به فرماندهی نجفقلی‌خان کلهر ایل بیگی کل کلهر نقش به سزایی ایفا نمودند. آمدن مردمان تیره رستم‌خان در این زمان بوده است. در مقطعی به خصوص دوره افشاریه و اوایل قاجار، سران کلهر به خصوص «نجفقلی خان کلهر»، «علی خان کلهر» و «اسماعیل‌خان کلهر» گاهی مقر حکومت کلهر را علاوه بر «ایوان» در منطقه «چم‌سورک» که به واسطه قلعه «مهرنگار» که از طبیعت بی‌نظیری به لحاظ حفاظت و ایمنی برخوردار است مستقر می‌شدند. در این زمان…
صفحه ۶۱۲ کتاب (ناموجود)
صفحه ۶۱۳ کتاب: …روز میهمان داود خان کلهر و در جلسه حضور داشته از داود خان کلهر می‌خواهد که نگذارد از طرف مردم کلان برای آن‌ها مزاحمتی ایجاد شده و به ایران نزد مردمان و اقوام خوارد برگردند. با وساطت بزرگان وقت پس از پنج سال به این غائله پایان می‌دهند. اما پس از مرگ داود خان کلهر دوباره مردم روستای «کلان» با این مردمان درگیر شده و مردم هوز رستم‌خان را مجبور می‌کنند که از محل خود (روستای کلان کنونی) کوچ کرده و در منطقه فعلی روستای رستم‌خان ساکن شوند. مردم کوچ‌رو این روستا با فرا رسیدن فصل زمستان به مناطق گرمسیر مسیر رودخانه گنگیر رفته و هنگام برگشت در اطراف روستای خود به سر می‌برند. این روستا دارای ۱۱۸ خانوار و ۷۴۰ تن جمعیت می‌باشد. تمام مردم این روستا به فامیلی «رستمی» شهرت دارند. از بزرگان این روستا که در بین مردم از احترام خاصی برخودار بوده، «ولی رستم‌خان» بوده که از بزرگان و ناموران منطقه ایوان کلهر محسوب می‌شد. ولی رستم‌خان از بزرگان کلهر ایوان در جنگ رنو ۱۳۰۸ از جمله سرداران به نام بود که مورد تفقد و تقدیر قرار گرفت و نشان افتخار دریافت نمود.
کپنه کران = در اصل این اسم کپنک کران است. کسانی که شغل درست کردن «کپنک kapnak»، پوشش بلند مخصوص مردان که از جنس پشم گوسپند و گاهی موی بز درست می‌شود. عموماً چوپانان آن را به تن می‌کنند که همانند ردا آن را روی دوش می‌اندازند، در فصل زمستان مورد استفاده قرار می‌گیرد چون آب در آن نفوذ نمی‌کند. کپنک فره‌جی. به احتمال یا این مردمان به این شغل (کار) مشغول بودند یا مردمانی پیش از مردمان هوز رستم‌خان در این محل ساکن و مشغول به این کار بودند، که محل زندگی یا کار آن‌ها را به این نام خوانده‌اند. کران جمع کردن به معنی کار کردن، انجام دادن، درست کردن.
جل خوه‌ر
این روستا در مسیر جاده اصلی به روستای روسه‌م‌خان (کپنه کران) قرار دارد. مردمانی که در این روستا ساکن هستند بخشی از مردم همان روستای کپنه کران می‌باشند. مردم این دو روستا همگی به فامیلی رستمی شهرت دارند.